# Susanne Ditlevsen
Susanne Ditlevsen é uma matemática e estatística dinamarquesa, interessada em biologia matemática, percepção, sistemas dinâmicos e modelagem estatística de sistemas biológicos . Ela é professora do Departamento de Ciências Matemáticas da Universidade de Copenhague, onde chefia a seção de estatística e teoria das probabilidades. 

## Educação
Ditlevsen era atriz antes de se tornar pesquisadora.  Ela completou seu doutorado em 2004 na Universidade de Copenhague. Sua dissertação, Modeling of physiological processes by stochastic differential equations, foi supervisionada por Michael Sørensen.

## Reconhecimento
Em 2012, Ditlevsen tornou-se membro eleito do Instituto Internacional de Estatística .  Em 2016, Ditlevsen foi eleita para a Academia Real de Ciências e Letras Dinamarquesa. 